# جواو فيليكس
جواو فيليكس سيكويرا (بالبرتغالية: João Félix) (تلفظ برتغالي: /ʒuˈɐ̃w ˈfɛliks/ أو تلفظ برتغالي: /-ˈfɛliʃ/؛ مواليد 10 نوفمبر 1999) هو لاعب كرة قدم برتغالي يلعب في مركز المهاجم مع نادي النصر في الدوري السعودي للمحترفين. والمنتخب البرتغالي.
تدرب فيليكس في البداية مع شباب بورتو قبل أن ينتقل إلى بنفيكا في عام 2015. بدأ اللعب مع الفريق الاحتياطي في النادي بعد عام تمت ترقيته إلى الفريق الأول في عام 2018، حيث شارك لأول مرة بعمر الـ18 عامًا. ثم لعب دور البطولة كأحد هدافي بنفيكا وساعدهم في الفوز بلقب الدوري في موسمه الأول والوحيد، حيث حصل على جائزة أفضل لاعب شاب في العام. وأصبح أيضًا أصغر لاعب يسجل هاتريك في الدوري الأوروبي، بعمر الـ19 عامًا.
أثار أداء فيليكس اهتمام العديد من الأندية الأوروبية، حيث وقع معه أتلتيكو مدريد في عام 2019 كرابع أغلى صفقة انتقال لاعب كرة قدم – وأغلى ثاني لاعب مراهق – مقابل رسوم انتقال بلغت قيمتها 126 مليون يورو (113 مليون جنيه إسترليني).
بعد أن شارك فيليكس في فرق الشباب مع البرتغال تحت 18 سنة وتحت 19 سنة وتحت 21 سنة، شارك فيليكس لأول مرة في الدور نصف النهائي من نهائيات دوري الأمم الأوروبية 2019 الذي فاز بها منتخب بلاده البرتغال على أرضه.

## مسيرته الكروية

### بدايته المبكرة
بدأ فيليكس لعب كرة القدم في نادي أو أس باستنس في عام 2007، قبل انضمامه إلى صفوف نادي بورتو للشباب بعد عام ثماني سنوات. بعد انتقال فيليكس إلى بورتو، واجه بعض التحديات مثل الجداول الزمنية الشاملة التي شملت ساعات مكوكية يومية بين فيسيو وبورتو. انتقل إلى منزل والديه ليكون قريبًا من ملعب بورتو التدريبي، وأراد لاحقًا ترك كرة القدم بسبب افتقاده والديه، لكن والده أقنعه بمواصلة مسيرته المهنية. تم التخلي عنه من قبل النادي في عام 2014، بسبب جسده النحيف وانتقل إلى الغريم نادي بنفيكا في عام 2015.

### بنفيكا

#### 2016–19: التطور، سطوع نجمه ولقب الدوري
ولد فيليكس في فيسيو، وبدأ بالتطور في أوس بينشتاس قبل أن ينضم إلى صفوف شباب نادي بورتو، حيث قضى سبع سنوات. تم الإستغناء عنه بسبب جسده النحيل وانتقل إلى نادي بنفيكا في لشبونة.
شارك فيليكس لأول مرة في عمر 16 سنة مع فريق بنفيكا الاحتياطي في دور الدرجة الثانية البرتغالي في 17 سبتمبر 2016، حيث دخل كبديل عن أورليو بوتا في الدقيقة 83. وبذلك، أصبح أصغر لاعب يلعب مع بنفيكا ب. لعب 13 مباراة وسجل ثلاثة أهداف على مدار الموسم، وكان أولها في مباراة الخسارة 2–1 أمام أكاديمية فيسيو في 15 فبراير 2017. في وقت لاحق، في 30 يناير 2018، سجل هاتريك في مباراة الفوز 5–0 على أرضه أمام فاماليكو.
مع بداية موسم 2018–19، تمت ترقية فيليكس إلى فريق بنفيكا الأول، مما جعله يشارك لأول مرة له في الدوري البرتغالي الممتاز في مباراة الفوز 2–0 أمام بوافيشتا في 18 أغسطس. بعد أسبوع، سجل هدفه الأول في الدوري ليصبح بذلك أصغر لاعب يسجل في ديربي لشبونة، الذي انتهى بالتعادل 1–1. في 16 يناير 2019، سجل هدف التأهل ضد فيتوريا دي غيماريش في ربع نهائي كأس البرتغال. في وقت لاحق، تمت الإشادة به عن أدائه في مباراة الفوز 4–2 خارج ملعبه على سبورتينغ لشبونة في الدوري في 3 فبراير، في وقت لاحق أثار اهتمام العديد من الأندية الأوروبية.
في 11 أبريل 2019، سجل فيليكس هاتريك في مباراة الفوز 4–2 على آينتراخت فرانكفورت بالدوري الأوروبي. وبذلك، أصبح أصغر لاعب على يسجل هاتريك في المسابقة بعمر 19 عامًا و 152 يومًا، محطمًا الرقم القياسي الذي سجله ماركو بياتسا في عام 2014 بـ67 يومًا. أنهى فيليكس موسمه الأول مع بنفيكا برصيد 20 هدفًا، من ضمنها هدف في الجولة الأخيرة من الدوري في مباراة الفوز 4–1 على سانتا كلارا ليحقق اللقب؛ بتسجيله 15 هدفا في الدوري أصبح في المركز الرابع في قائمة الهدافين لهذا الموسم. عبر أفضل سبع دوريات في أوروبا، احتل المرتبة الثانية بين المراهقين من ناحية أعلى من ساهموا بالأهداف والتمريرات الحاسمة، خلف كاي هافيرتس وجيدون سانشو على التوالي.

### أتلتيكو مدريد

#### 2019–20: الموسم الأول في إسبانيا

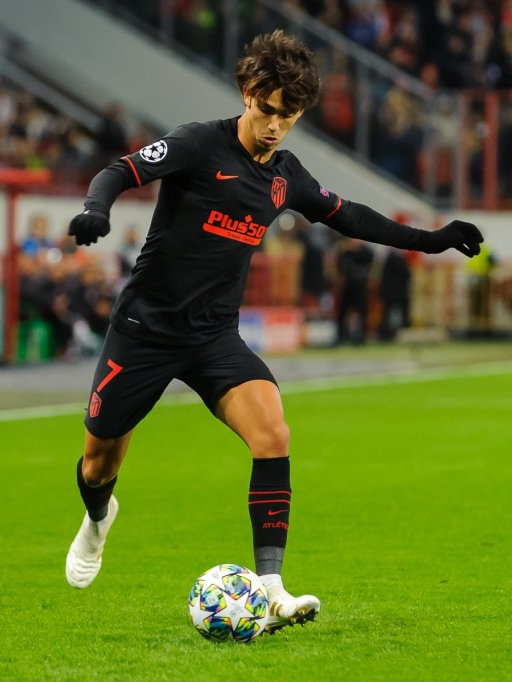
فيليكس يلعب مع أتلتيكو مدريد في مباراة خارج أرضه في دوري أبطال أوروبا ضد لوكوموتيف موسكو.

في 3 يوليو 2019، وقع فيليكس عقدًا لمدة سبع سنوات مع نادي أتلتيكو مدريد الإسباني مقابل رسوم انتقال قدرها 126 مليون يورو (113 مليون جنيه إسترليني)، كرابع أغلى صفقة انتقال لاعب كرة قدم (أكبر صفقة انتقال من بنفيكا وأكبر صفقة توقيع لأتلتيكو) بالإضافة إلى كونه أصبح أغلى ثاني مراهق – بعد كيليان مبابي –، حيث دفع فريق لا ليغا مبدئيًا 30 مليون يورو وباقي الـ96 مليون يورو ستُدفع عن طريق الأقساط، وبالتالي تجاوزت صفقة فيليكس 120 مليون يورو، ودفع بنفيكا 12 مليون يورو في خدمات الوساطة. عند وصوله إلى النادي، حصل على القميص رقم 7، الذي كان يرتديه في السابق أنطوان غريزمان. شارك لأول مرة في مباراة ودية ضد نومانسيا في مباريات ما قبل الموسم، حيث تم استبداله في الدقيقة 26، بعد أن اشتكى من إصابة في الفخذ. على الرغم من المخاوف بشأن إصابته، عاد فيليكس في 27 يوليو، وسجل هدفًا واحدًا وصنع آخر لدييغو كوستا في مباراة الفوز بنتيجة 7–3 على ريال مدريد، بينما تم اختياره أيضًا كرجل للمباراة. في نهاية مباريات ما قبل الموسم، سجل فيليكس ثلاثة أهداف وقدم أربعة تمريرات حاسمة. شارك فيليكس في أول مباراة له في 19 أغسطس، حيث فاز أتلتيكو 1–0 على خيتافي. على الرغم من عدم تسجيله، إلا أن فيليكس نجح في الحصول على ركلة جزاء لصالح أتلتيكو، والتي فشل ألفارو موراتا في تحويلها لهدف. في 25 أغسطس، صنع فيليكس هدف فيتولو في مباراة الفوز على مضيفه ليغانيس 1–0. سجل أول هدف له في الدوري الإسباني في 1 سبتمبر، في مباراة الفوز على إيبار 2–3. تم استبداله في وقت لاحق في الدقيقة 84 ليدخل مكانه توماس بارتي.
في 27 نوفمبر 2019، أصبح ثاني لاعب برتغالي، بعد ريناتو سانشيز، يفوز بجائزة الفتى الذهبي لأفضل لاعب في أوروبا تحت سن 21 سنة، متفوقًا على جيدون سانشو لاعب بوروسيا دورتموند. في ديسمبر، احتل فيليكس المركز 28 في استطلاعات الرأي لجائزة الكرة الذهبية 2019. على مدى الأشهر التالية، بدأ فيليكس يواجه صعوبات في التكيف مع أسلوب لعب دييغو سيميوني، حيث حاول سيميوني العثور على مركزه المثالي إما كجناح أيمن أو كمهاجم ثان. لقد عانى أيضًا من حقيقة أنه من المتوقع أن يضغط المهاجمون تحت قيادة سيميوني على خصومهم بشكل متكرر عند اللعب بعيدًا عن الكرة، الأمر الذي غالبًا ما تركه منهكًا أثناء المباراة، بينما عندما يكون في الاستحواذ، لم يكن قادرًا أيضًا على خلق فرص للتهديف، ذكرت صحيفة ماركا الإسبانية أنه من أكثر الانتقالات المحبطة للآمال هذا الموسم.
في 9 يناير 2020، شارك فيليكس لأول مرة في كأس السوبر الإسباني، حيث شارك كأساسي في مباراة الفوز 3–2 على برشلونة في الدور نصف النهائي من المسابقة. خلال المباراة، شارك فيليكس في مشادة مع جوردي ألبا وزملائه ليونيل ميسي ولويس سواريز. في 12 يناير، خسر أتلتيكو مدريد أمام غريمه ريال مدريد 4–1 بركلات الترجيح في النهائي. في 23 يناير، لعب فيليكس أول مباراة له في كأس ملك إسبانيا في دور الـ 32، وصنع هدف أنخيل كوريا في الخسارة 2–1 أمام كولتورال ليونيسا. بعد ثلاثة أيام، تعرض فيليكس لإصابة ثانية في ساقه في مباراة التعادل السلبي 0–0 على أرضه ضد ليغانيس، مما أدى إلى غيابه مرة أخرى لمدة شهر، من ضمن المباريات التي غاب عنها كانت مباراة ديربي مدريد الثانية، ومباراة ذهاب من دور 16 في دوري أبطال أوروبا ضد حامل اللقب ليفربول. عاد في 23 فبراير، ليحل محل فيتولو في الدقيقة 57، وسجل الهدف الثالث في الفوز 3–1 على أرضه ضد فياريال. في 11 مارس 2020، خلال الوقت الإضافي في مباراة الإياب من دور الستة عشر بدوري أبطال أوروبا خارج أرضه أمام ليفربول، صنع فيليكس هدف ماركوس يورينتي في مباراة الفوز بنتيجة 3–2، والذي شهد تأهل فريقه إلى ربع نهائي. المنافسة. في 25 مايو، أُعلن أن فيليكس تعرض لإصابة في ركبته اليسرى، مما أدى إلى إبعاده عن الملاعب لمدة ثلاثة أسابيع على الأقل. في 13 أغسطس، سجل هدف التعادل من ركلة جزاء ضد آر بي لايبزيغ، وخسر فريقه في نهاية المطاف 2–1 ليخرج من ربع نهائي دوري أبطال أوروبا، منهيا الموسم هناك.

#### موسم 2020–21: أول لقب في الدوري الإسباني والمعاناة من الإصابة
في 27 سبتمبر 2020، في المباراة الافتتاحية في الدوري الإسباني لأتلتيكو، سجل فيليكس هدف وصنع آخر وتمكن من التسبب بركلة جزاء لفريقه (فشل بعد ذلك ساؤول نيغيز في تسجيلها)، في مباراة فوز أتلتيكو 6–1 على غرناطة. في 27 أكتوبر، سجل ثنائية في الفوز 3–2 على ريد بول سالزبورغ في دوري أبطال أوروبا 2020–21. بعد ثنائيتين متتاليتين ضد أوساسونا وقادش في الدوري الإسباني، حصل على جائزة لاعب الشهر في الدوري الإسباني لشهر نوفمبر 2020. في 1 ديسمبر، سجل فيليكس ضد بايرن ميونخ بطل أوروبا حيث تعادل فريقه 1–1. في 24 يناير 2021، سجل رأسية من ركلة ركنية ليدرك التعادل لأتلتيكو في فوزهم 3–1 على فالنسيا، وسجل هدفه الأول في الدوري منذ أكثر من شهرين. أُصيب بفيروس كورونا في فبراير، مما أجبره على التغيب عن مباريات أتلتيكو التالية ضد سيلتا فيغو وغرناطة. وعاد في 17 فبراير، حيث ظهر في التعادل 1–1 خارج أرضه أمام ليفانتي.
في 16 مايو، اليوم قبل الأخير من الدوري الإسباني، صنع فيلكس هدف رينان لودي الحاسم في فوز فريقه 2–1 على أوساسونا، ليضمن بقاء أتلتيكو في صدارة الترتيب. بسبب سلسلة من الإصابات وقلة الوقت في المباريات، فقد فيليكس مكانه كأساسي في الهجوم لأنخيل كوريا ولويس سواريز وتوماس ليمار ويانيك كاراسكو، حيث كان يلعب منذ نوفمبر بسبب الإصابة. في نهاية الموسم، خاض 31 مباراة في الدوري، وسجل 7 أهداف وقدم 6 تمريرات حاسمة، حيث فاز أتلتيكو بأول لقب له في الدوري الإسباني منذ سبع سنوات.

#### 2021–22: سطوع نجمه ولاعب الموسم في أتلتيكو

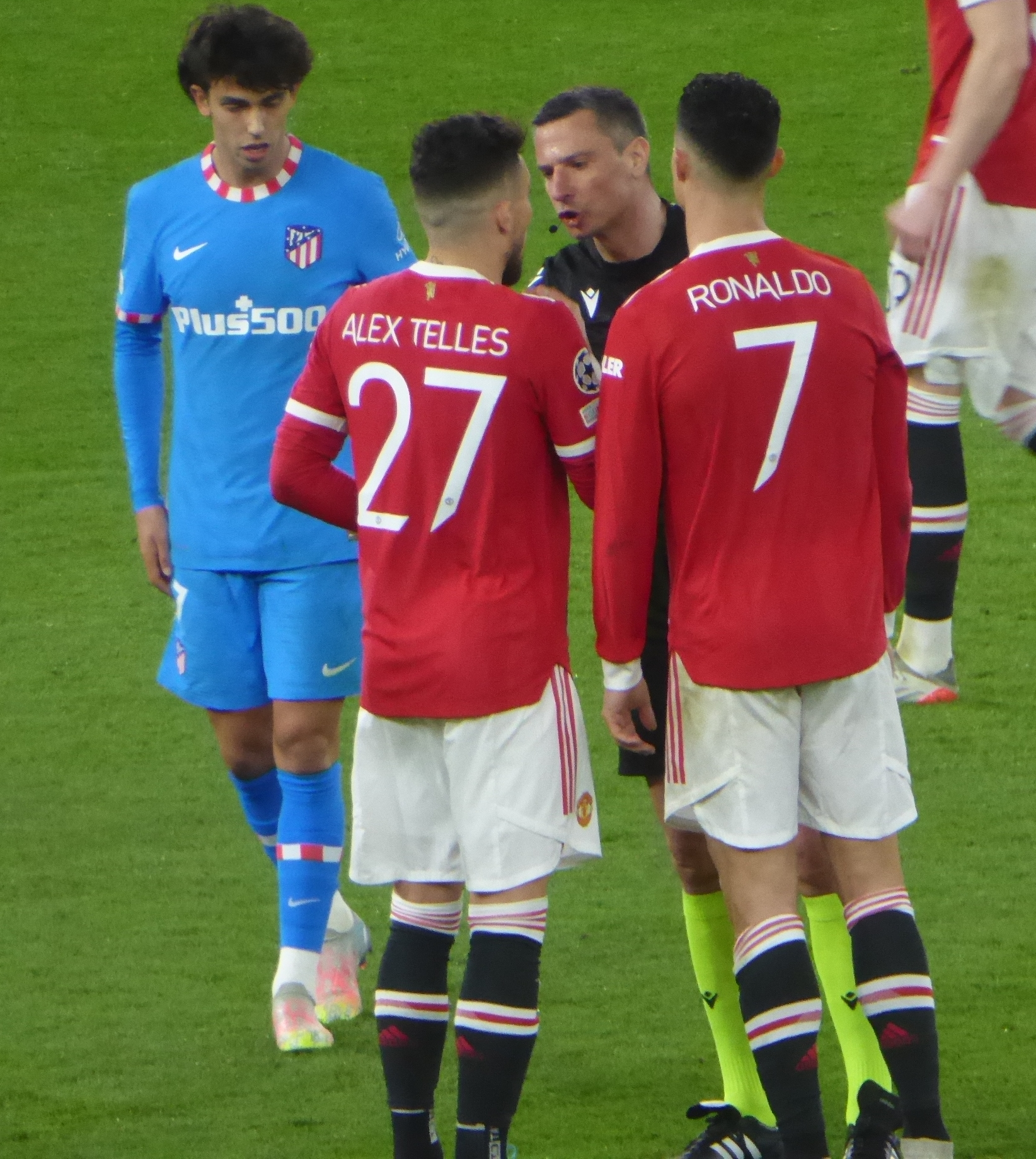
فيليكس (يسار) يلعب لأتلتيكو مدريد في دوري أبطال أوروبا 2021–22 في أولد ترافورد ضد مانشستر يونايتد في 15 مارس 2022.

غاب فيليكس عن أول ثلاث مباريات لأتلتيكو في موسم 2021–22، حيث استمر في إعادة تأهيله من إصابة في الكاحل كان يعاني منها منذ نوفمبر. عاد من الإصابة في 12 سبتمبر، ليحل محل أنطوان غريزمان في الدقيقة 58 من الفوز 2–1 خارج ملعبه على إسبانيول. في 18 سبتمبر، طُرد فيليكس في الدقيقة 78 بالتعادل 0–0 على أرضه ضد أتلتيك بيلباو، لأنه وصف الحكم بأنه «مجنون»، مما أدى إلى إيقافه لمباراتين. بدأ فيليكس في استعادة مكانه في الفريق، بعد أدائه في مباريات أتلتيكو الثلاث التالية، وصنع هدفي أتلتيكو، في الفوز 2–0 على أرضه في الدوري الإسباني ضد برشلونة في 2 أكتوبر، وبالإضافة لصناعة هدف غريزمان في مباراة الهزيمة 2–3 على أرضه أمام ليفربول في دوري أبطال أوروبا في 19 أكتوبر وصنع هدف لويس سواريز الأول في مباراة التعادل 2–2 على أرضه ضد ريال سوسيداد في الدوري الإسباني في 24 أكتوبر. سجل هدفه الأول هذا الموسم في 31 أكتوبر، في مباراة الفوز 3–0 على أرضه ضد ريال بيتيس. عن أدائه في أكتوبر، حصل فيليكس على جائزة أتلتيكو مدريد كأفضل لاعب في الشهر من قبل مشجعي النادي.
بعد تعرضه لإصابة في أوتار الركبة عقب مباراة في الدوري ضد أوساسونا في 20 نوفمبر، بدأ فيليكس في الخلاف مع المدير دييغو سيميوني، وفقد مكانه الأساسي. أدى ذلك إلى شائعات عن رحيل محتمل عن النادي في يناير، وهو ما نفاه رئيس أتلتيكو مدريد إنريكي سيريزو. على الرغم من الخسارة 2–0 أمام غريمه ريال مدريد في ديربي مدريد، بعد قدومه من مقاعد البدلاء، صرح دييغو سيميوني في 17 ديسمبر بأنه «لاعب مهم للفريق، ولكن يمكن أن يحدث أي شيء في يناير». تم منحه فرصة من المدير الفني في كأساسي ضد غرناطة في 22 ديسمبر، وسجل هدفًا في الخسارة 2–1.
في 19 فبراير 2022، شارك فيليكس في مباراته رقم 100 مع النادي، وافتتح التسجيل وصنع آخر في فوز أتلتيكو 3–0 خارج أرضه على أوساسونا. المباراة التالية، في 23 فبراير، سجل فيليكس الهدف الافتتاحي لأتلتيكو في مباراة التعادل 1–1 على أرضه ضد مانشستر يونايتد في ذهاب دور الـ16 من دوري أبطال أوروبا. في مباراة الإياب، في 15 مارس، صنع فيليكس هدف رينان لودي، الذي صنع هدف أنطوان غريزمان، لمساعدة أتلتيكو على هزيمة مانشستر يونايتد 1–0 في أولد ترافورد والتأهل إلى ربع النهائي، ليحقق الفوز 2–1 في مجموع المباراتين. في المباريات الست التالية، بعد تسجيل ستة أهداف وصناعته لهدفين، تم منح فيليكس في مارس، جائزة لاعب الشهر في الدوري. في 17 أبريل، خلال مباراة ضد إسبانيول، تعرض فيليكس لإصابة في أوتار الركبة، مما أدى إلى إبعاده حتى نهاية الموسم. في نهاية الموسم، حصل فيليكس على جائزة مشجعي أتلتيكو مدريد لأفضل لاعب في الموسم، بعد أن أنهى الموسم بـ10 أهداف و6 تمريرات حاسمة.

## مسيرته الدولية
استدعى المدرب فرناندو سانتوس فيليكس للمنتخب البرتغالي الأول في نهائيات دوري الأمم الأوروبية 2019 على أرض الوطن. شارك في أول مباراة دولية له في 5 يونيو ضد سويسرا في الدور نصف النهائي على ملعب التنين، وتم استبداله في الدقيقة 71 في مباراة الفوز 3–1. بعد أربعة أيام، فازت البرتغال على هولندا 1–0 في نهائي البطولة. سجل أول هدف دولي له في 5 سبتمبر 2020 في مباراة الفوز 4–1 على أرضه ضد كرواتيا في دوري الأمم الأوروبية 2020–21 أ.

## حياته الشخصية
وُلد فيليكس في فيسيو، البرتغال. والده كارلوس فيليكس ووالدته كارلا فيليكس كلاهما معلمان. لديه أخ أصغر يُدعى هوغو فيليكس، الذي يلعب في صفوف بنفيكا للشباب. نشأ وكان قدوته كاكا وروي كوستا، وكان الأخير لاعبًا كان يتطلع إلى الاقتداء به. كان فيليكس على علاقة بالممثلة البرتغالية مارجريدا كورسييرو حتى مايو 2023.
في أبريل 2020، تبرع فيليكس بمعدات لحملة تمويل جماعي لمستشفى في مسقط رأسه في فيسيو أثناء جائحة فيروس كورونا.

## الإحصائيات

### النادي
آخر تحديث 15 أغسطس 2022.
| النادي        | الموسم   | الدوري           | الدوري | الدوري  | الكأس الوطني | الكأس الوطني | كأس الدوري | كأس الدوري | أوروبا | أوروبا  | أخرى   | أخرى    | المجموع | المجموع |
| النادي        | الموسم   | الدرجة           | الظهور | الأهداف | الظهور       | الأهداف      | الظهور     | الأهداف    | الظهور | الأهداف | الظهور | الأهداف | الظهور  | الأهداف |
| ------------- | -------- | ---------------- | ------ | ------- | ------------ | ------------ | ---------- | ---------- | ------ | ------- | ------ | ------- | ------- | ------- |
| بنفيكا ب      | 2016–17  | ليغا برو         | 13     | 3       | —            | —            | —          | —          | —      | —       | —      | —       | 13      | 3       |
| بنفيكا ب      | 2017–18  | ليغا برو         | 17     | 4       | —            | —            | —          | —          | —      | —       | —      | —       | 17      | 4       |
| بنفيكا ب      | Total    | Total            | 30     | 7       | —            | —            | —          | —          | —      | —       | —      | —       | 30      | 7       |
| بنفيكا        | 2018–19  | الدوري البرتغالي | 26     | 15      | 6            | 1            | 2          | 1          | 9      | 3       | —      | —       | 43      | 20      |
| أتلتيكو مدريد | 2019–20  | الدوري الإسباني  | 27     | 6       | 1            | 0            | —          | —          | 6      | 3       | 2      | 0       | 36      | 9       |
| أتلتيكو مدريد | 2020–21  | الدوري الإسباني  | 31     | 7       | 1            | 0            | —          | —          | 8      | 3       | —      | —       | 40      | 10      |
| أتلتيكو مدريد | 2021–22  | الدوري الإسباني  | 24     | 8       | 2            | 1            | —          | —          | 8      | 1       | 1      | 0       | 35      | 10      |
| أتلتيكو مدريد | 2022–23  | الدوري الإسباني  | 1      | 0       | 0            | 0            | —          | —          | 0      | 0       | —      | —       | 1       | 0       |
| أتلتيكو مدريد | المجموع  | المجموع          | 83     | 21      | 4            | 1            | —          | —          | 22     | 7       | 3      | 0       | 111     | 30      |
| الإجمالي      | الإجمالي | الإجمالي         | 139    | 43      | 10           | 2            | 2          | 1          | 31     | 10      | 3      | 0       | 184     | 57      |

1. ↑  تشمل كأس البرتغال وكأس ملك إسبانيا
2. ↑  تشمل كأس الدوري البرتغالي
3. ↑  ثلاث مباريات في دوري أبطال أوروبا، ست مباريات وثلاث أهداف في الدوري الأوروبي
4. 1 2 3  المباريات في دوري أبطال أوروبا
5. ↑  المباريات في كأس السوبر الإسباني

### المنتخب
آخر تحديث 29 مارس 2022.
| المنتخب الوطني | العام   | الظهور | الأهداف |
| -------------- | ------- | ------ | ------- |
| البرتغال       | 2019    | 5      | 0       |
| البرتغال       | 2020    | 8      | 3       |
| البرتغال       | 2021    | 7      | 0       |
| البرتغال       | 2022    | 2      | 0       |
| المجموع        | المجموع | 22     | 3       |

آخر تحديث 29 مارس 2022. قائمة الأهداف والنتائج مع منتخب البرتغال الأول..
| # | التاريخ        | المكان                        | م. | الخصم   | الهدف | النتيجة | المسابقة                       |
| - | -------------- | ----------------------------- | -- | ------- | ----- | ------- | ------------------------------ |
| 1 | 5 سبتمبر 2020  | ملعب التنين، بورتو، البرتغال  | 6  | كرواتيا | 3–0   | 4–1     | دوري الأمم الأوروبية 2020–21 أ |
| 2 | 11 نوفمبر 2020 | ملعب دا لوز، لشبونة، البرتغال | 11 | أندورا  | 7–0   | 7–0     | ودية                           |
| 3 | 17 نوفمبر 2020 | ملعب بولجد، سبليت، كرواتيا    | 13 | كرواتيا | 2–1   | 3–2     | دوري الأمم الأوروبية 2020–21 أ |

## الإنجازات
الجماعية
 بنفيكا
- الدوري البرتغالي الممتاز: 2018–19[91]
- بطولة الشباب الوطنية: 2017–18[91]
- الدوري الأوروبي للشباب: 2016–17[91]

 أتليتيكو مدريد
- الدوري الإسباني: 2020–21[92]

 منتخب البرتغال
- دوري الأمم الأوروبية: 2018–19

الفردية
- لاعب الشهر في الدوري البرتغالي الممتاز: يناير 2019[93]
- أفضل لاعب شاب في الشهر في الدوري البرتغالي الممتاز: يناير 2019[94]
- الدوري الأوروبي تشكيلة الموسم: 2018–19[95]
- جائزة أفضل لاعب شاب في الدوري البرتغالي: 2019[96]
- الدوري البرتغالي أفضل لاعب شاب: 2018–19[97]
- جائزة جولدن جلوب لأفضل لاعب قادم: 2019[98]
- جائزة الفتى الذهبي: 2019[99]
- جائزة جلوب سوكر لأفضل لاعب واعد: 2019[100]

## وصلات خارجية
- جواو فيليكس على موقع الاتحاد الدولي (مؤرشف)  (الإنجليزية)
- جواو فيليكس على موقع الاتحاد الأوربي (الإنجليزية)
- جواو فيليكس على موقع إي إس بي إن إف سي (الإنجليزية)
- جواو فيليكس على موقع قاعدة بيانات كرة القدم.إي يو (الإنجليزية)
- جواو فيليكس على موقع ليكيب (الفرنسية)
- جواو فيليكس على موقع ناشيونال فوتبول تيمز (الإنجليزية)
- جواو فيليكس على موقع Soccerbase.com (لاعب) (الإنجليزية)
- جواو فيليكس على موقع Soccerway.com (الإنجليزية)
- جواو فيليكس على موقع عالم كرة القدم.نت (الإنجليزية)
- جواو فيليكس على موقع AS.com (الإسبانية)